# Philipp Bauknecht
Philipp Bauknecht (1884, Barcelona, Španělsko – 1933, Davos, Švýcarsko) byl německý expresionistický malíř. V roce 1937 byl jedním z umělců, jejichž dílo bylo pranýřováno na výstavě „Zvrhlé umění“ (Entartete Kunst) v Mnichově.

## Život
Philipp Bauknecht se narodil v roce 1884 v Barceloně. Pocházel z rodiny bádenských výrobců hodinek. Jeho rodiče se na přelomu let 1892/93 odstěhovali so německého Schrambergu.
Bauknecht se vyučil truhlářem v Norimberku. Poté studoval na státní akademii výtvarného umění (tehdy Königliche Kunstgewerbeschule) ve Stuttgartu u Bernharda Pankoka. V roce 1910 se kvůli léčbě tuberkulózy, jíž trpěl, z Německa přestěhoval do Davosu. Zde poznal Erwina Poeschela. O několik let později se zde seznámil i s E. L. Kirchnerem.
V letech 1920 až 1933 uspořádal ve Švýcarsku i Německu několik výstav. V roce 1925 se oženil s Nizozemkou Adou van Blommestein a společně odcestovali do Holandska. V roce 1925 se jeho zdravotní stav zhoršil. 26. února 1933 Philipp Bauknecht zemřel během operace. Jeho manželka se synem se po jeho smrti vrátila do Baarnu u Hilversumu, kde opatrovala jeho dílo. Šlo o přibližně 160 olejomaleb, 60 akvarelů a 90 dřevořezeb. Obraz Hirtengespräch byl v roce 1937 nacisty zkonfiskován. Dílo Philippa Bauknechta bylo „znovuobjeveno“ až v roce 1960.

## Náměty
V jeho dílech se tak odráželo jak prostředí Alp tak také jeho choroba, zobrazoval hory, krajiny, vesnice, vesnický život, ale také nemoci a smrt.

## Výstavy
- 1948: Philipp Bauknecht, Württembergischer Kunstverein
- 1984/1985: Philipp Bauknecht. Ausstellung zum 100. Geburtstag, Galerie Iris Wazzau
- 2014: Philipp Bauknecht (1884–1933). Davoser Bergwelten im Expressionismus, Museum Würth, Künzelsau (Hohenlohekreis)[4]

## Galerie

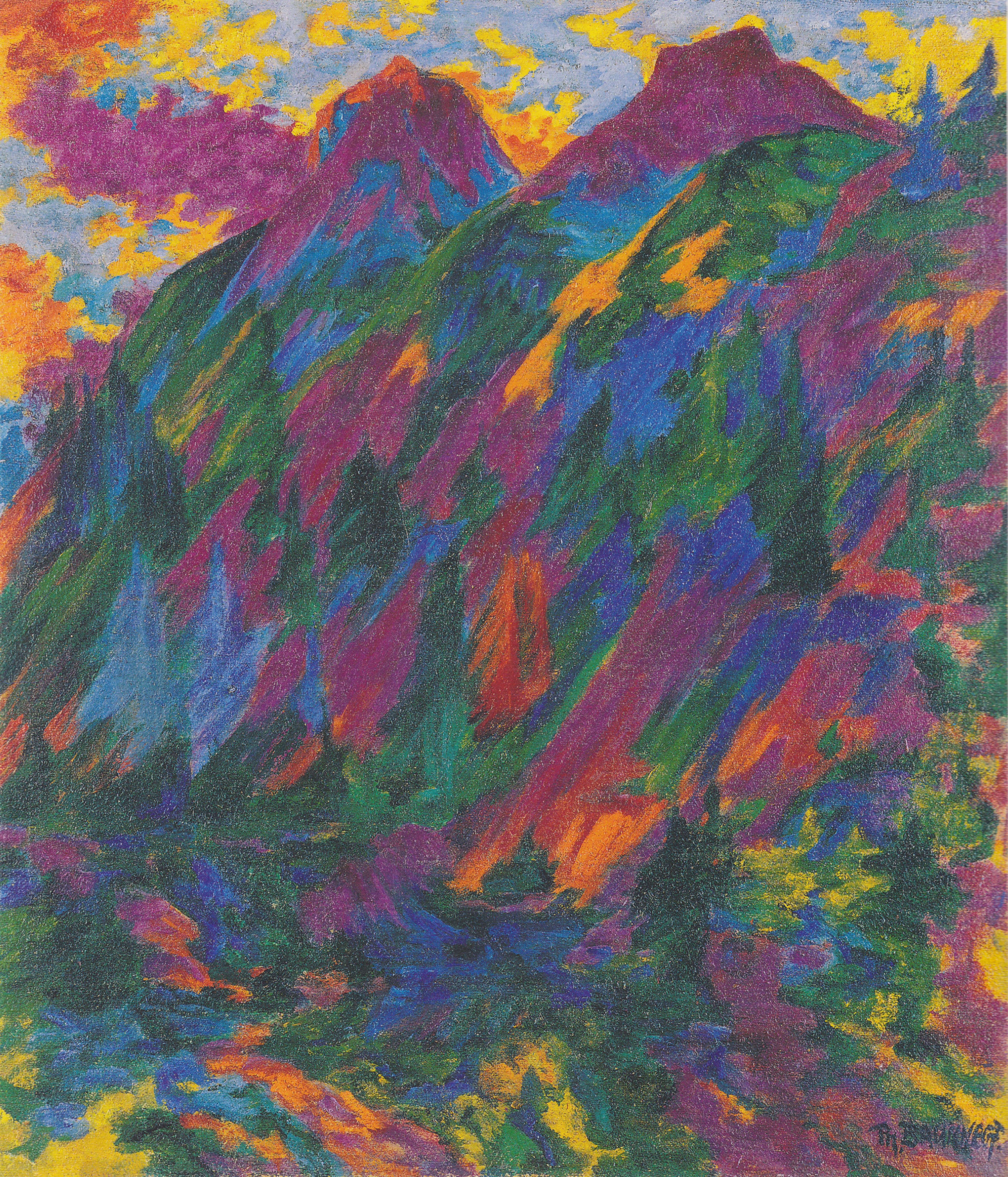
Večer v horách (1920)
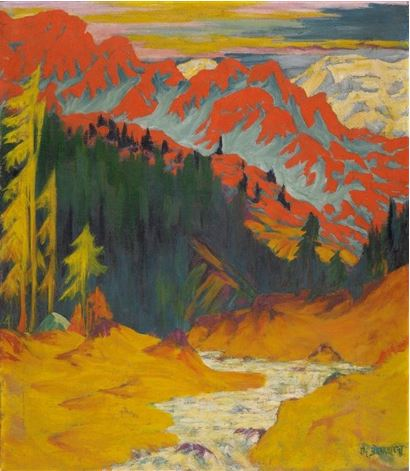
Podzim v horách (1920)
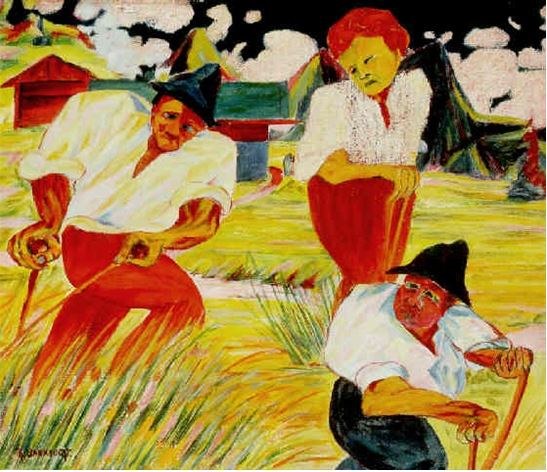
Farmáři na poli (1925)
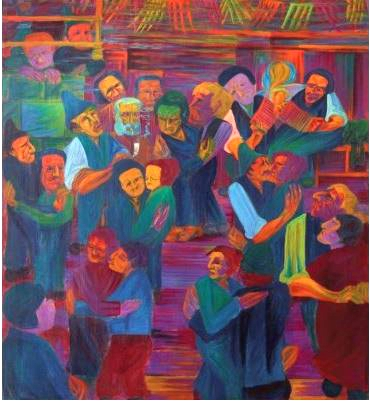
Tanec (1922)
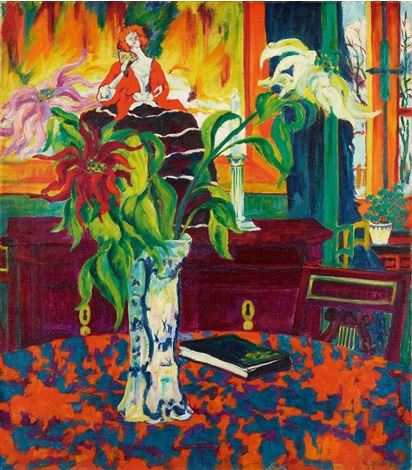
Květinové zátiší s knihou (1929)
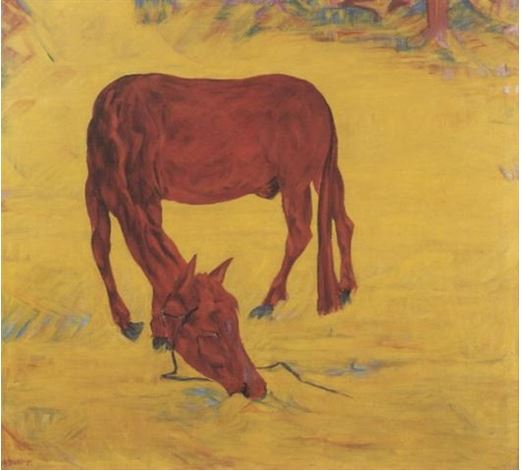
Kůň (1917)
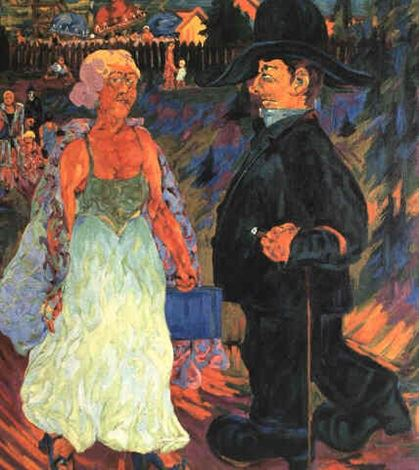
Setkání u plaveckého bazénu (1930)
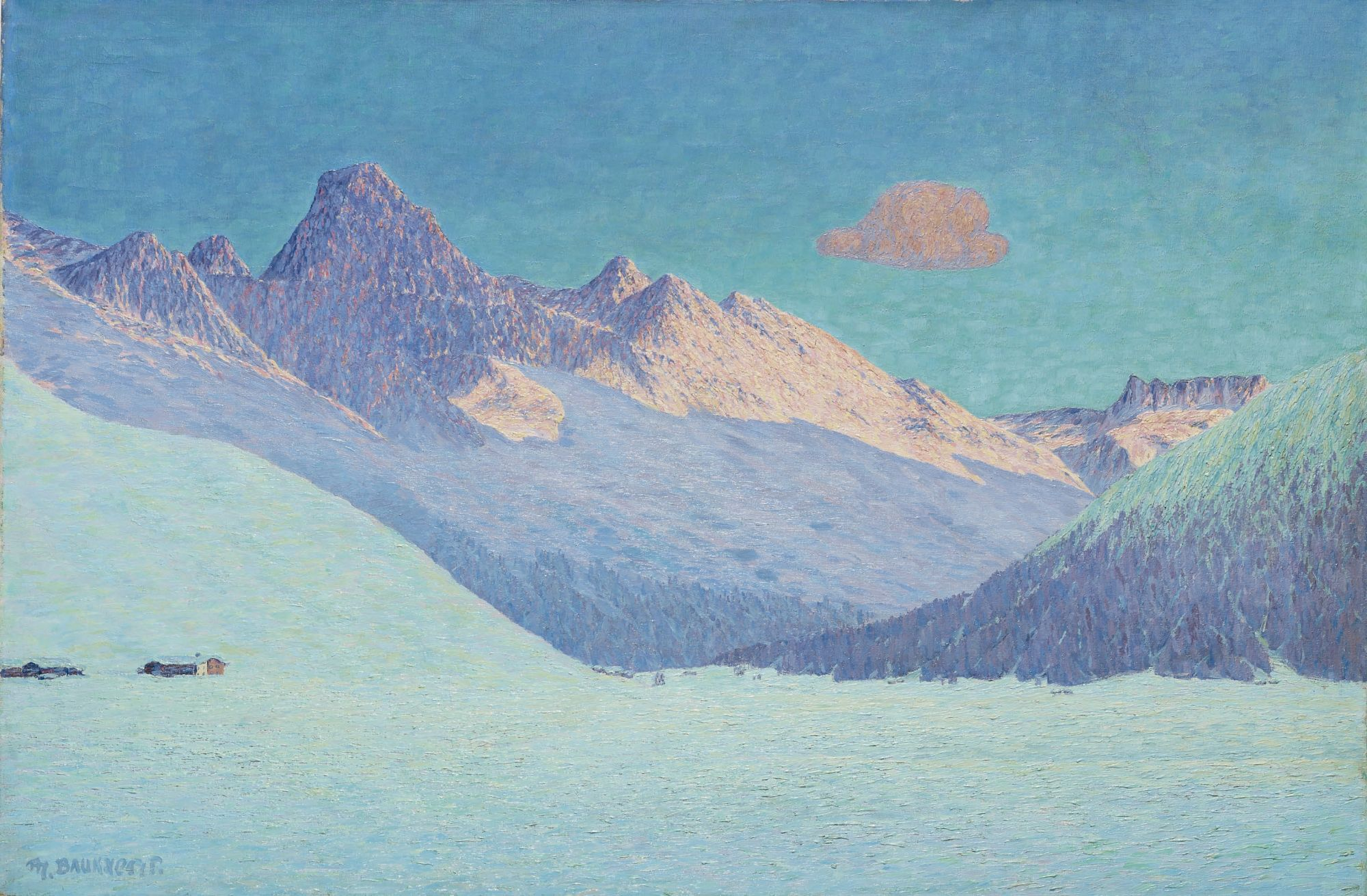
Zimní večer v Davosu
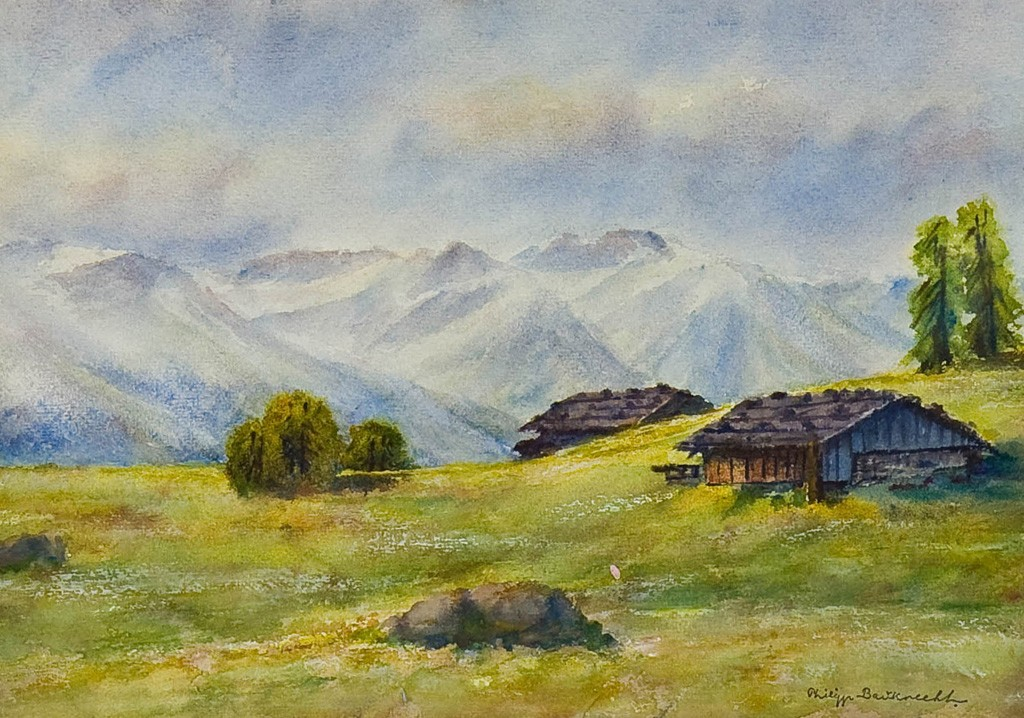
Alpská krajina